# Anisostylus stylatus
Anisostylus stylatus är en insektsart som beskrevs av John S. Caldwell 1949. Anisostylus stylatus ingår i släktet Anisostylus och familjen hornstritar. Inga underarter finns listade i Catalogue of Life.